# Jane Cavendish
Lady Jane Cavendish (1621–1669) fue una notable poeta inglesa. Nació en 1621, hija de William Cavendish y su primera esposa Elizabeth Basset Howard. Además de sus aportes literarios, Jane ayudó a dirigir los negocios de su padre mientras él se encontraba exiliado de la Guerra Civil Inglesa. Jane fue la responsable de una gran variedad de correspondencias militares. Años más tarde se convertiría en una ciudadana ilustre de Chelsea. Usó parte de sus recursos monetarios para realizar mejoras a la Iglesia de Chelsea y aportó obras benéficas para la comunidad.

## Archivos que contienen la obra de Jane Cavendish
Beinecke Rare Book and Manuscript Library, Universidad de Yale, New Haven, Connecticut.
- Osborn Shelves MS b.233. Presentación de los trabajos de Jane Cavendish.

Biblioteca Bodleian, Universidad de Oxford.
- MS Rawl. Poet 16. Presentación de los trabajos de Elizabeth Egerton y Jane Cavendish.

Biblioteca de Huntington, San Marino, CA
- MS EL 8048. Carta de Elizabeth Cavendish Egerton a Jane Cheyne.
- MS EL 8353. Poema "On the death of my Dear Sister,” por Jane Cavendish Cheyne, 1663.
- MS EL 11143. Libro de apuntes de Lady Jane Cheyne.

Universidad de Nottingham.
- MS Portland PwV 19. Elegía para Jane Cavendish por Thomas Lawrence.